# A Favorita (filme)
The Favourite (bra/prt: A Favorita) é um filme de 2018 dirigido por Yorgos Lanthimos, a partir de um roteiro escrito por Deborah Davis e Tony McNamara. É estrelado por Olivia Colman, Emma Stone, Rachel Weisz, Nicholas Hoult, Joe Alwyn, James Smith e Mark Gatiss. As filmagens ocorreram na Hatfield House, em Hertfordshire, e no Hampton Court Palace, em Richmond upon Thames, entre Março e Maio de 2017.
The Favourite teve sua estreia mundial no 75.º Festival Internacional de Cinema de Veneza em 30 de agosto de 2018, onde ganhou dois prêmios: o Prêmio do Júri e a Coppa Volpi de Melhor Atriz (para Olivia Colman). Foi, então, lançado nos Estados Unidos em 23 de novembro de 2018, pela Fox Searchlight Pictures. O filme foi aclamado pela crítica, que elogiou o seu roteiro, direção, cinematografia, música, figurino, valores de produção e as atuações de Colman, Stone e Weisz.
O American Film Institute o selecionou como um dos 10 melhores filmes do ano de 2018 e além disso recebeu dez indicações ao Oscar 2019 incluindo melhor filme, vencendo apenas na categoria de Melhor Atriz para Olivia Colman, além de conseguir cinco indicações ao Globo de Ouro.

## Sinopse
Inglaterra está em guerra com a França. A frágil rainha Ana da Grã-Bretanha (Olivia Colman) ocupa o trono e sua amiga próxima Sarah Churchill, Duquesa de Marlborough (Rachel Weisz) governa em seu nome enquanto cuida da saúde e do temperamento da rainha. Quando uma nova empregada, Abgail (Emma Stone), chega à corte, seu charme a aproxima de Sarah que a coloca sob sua asa e Abgail vê isso como a chance de retornar ao seu status de aristocrata. Conforme as políticas de guerra tomam mais tempo de Sarah, Abgail começa a se aproximar cada vez mais da rainha. Essa amizade a deixa mais próxima de alcançar seus objetivos, e ela não deixará nenhuma mulher, homem ou políticas ficarem em seu caminho.

## Elenco
- Olivia Colman como Ana da Grã-Bretanha
- Emma Stone como Abigail Masham, Baroness Masham
- Rachel Weisz como Sarah Churchill, Duquesa de Marlborough
- Nicholas Hoult como Robert Harley, 1º Conde de Oxford
- Joe Alwyn como  Samuel Masham, 1º Barão de Masham
- Mark Gatiss como John Churchill, 1.º Duque de Marlborough
- James Smith como Sidney Godolphin, 1º Conde de Godolphin
- Jenny Rainsford como Mae

## Prêmios e indicações
| Ano  | Prêmio                                     | Categoria                          | Nomeado(s)                    | Resultado |
| ---- | ------------------------------------------ | ---------------------------------- | ----------------------------- | --------- |
| 2019 | Oscar                                      | Melhor Filme                       | A Favorita                    | Indicado  |
| 2019 | Oscar                                      | Melhor Diretor                     | Yorgos Lanthimos              | Indicado  |
| 2019 | Oscar                                      | Melhor Atriz                       | Olivia Colman                 | Venceu    |
| 2019 | Oscar                                      | Melhor Atriz Coadjuvante           | Emma Stone                    | Indicado  |
| 2019 | Oscar                                      | Melhor Atriz Coadjuvante           | Rachel Weisz                  | Indicado  |
| 2019 | Oscar                                      | Melhor Roteiro Original            | Deborah Davis e Tony McNamara | Indicado  |
| 2019 | Oscar                                      | Melhor Direção de Arte             | Fiona Crombie e Alice Felton  | Indicado  |
| 2019 | Oscar                                      | Melhor Figurino                    | Sandy Powell                  | Indicado  |
| 2019 | Oscar                                      | Melhor Fotografia                  | Robbie Ryan                   | Indicado  |
| 2019 | Oscar                                      | Melhor Montagem                    | Yorgos Mavropsaridis          | Indicado  |
| 2019 | Globo de Ouro                              | Melhor Filme - Comédia ou Musical  | A Favorita                    | Indicado  |
| 2019 | Globo de Ouro                              | Melhor Atriz - Comédia ou Musical  | Olivia Colman                 | Venceu    |
| 2019 | Globo de Ouro                              | Melhor Atriz Coadjuvante em Cinema | Emma Stone                    | Indicado  |
| 2019 | Globo de Ouro                              | Melhor Atriz Coadjuvante em Cinema | Rachel Weisz                  | Indicado  |
| 2019 | Globo de Ouro                              | Melhor Roteiro                     | Tony McNamara e Deborah Davis | Indicado  |
| 2019 | BAFTA                                      | Melhor Filme                       | A Favorita                    | Indicado  |
| 2019 | BAFTA                                      | Melhor Filme Britânico             | A Favorita                    | Venceu    |
| 2019 | BAFTA                                      | Melhor Diretor                     | Yorgos Lanthimos              | Indicado  |
| 2019 | BAFTA                                      | Melhor Atriz                       | Olivia Colman                 | Venceu    |
| 2019 | BAFTA                                      | Melhor Atriz Coadjuvante           | Emma Stone                    | Indicado  |
| 2019 | BAFTA                                      | Melhor Atriz Coadjuvante           | Rachel Weisz                  | Venceu    |
| 2019 | BAFTA                                      | Melhor Roteiro Original            | Tony McNamara e Deborah Davis | Venceu    |
| 2019 | BAFTA                                      | Melhor Direção de Arte             | Fiona Crombie e Alice Felton  | Venceu    |
| 2019 | BAFTA                                      | Melhor Figurino                    | Sandy Powell                  | Venceu    |
| 2019 | BAFTA                                      | Melhor Fotografia                  | Robbie Ryan                   | Indicado  |
| 2019 | BAFTA                                      | Melhor Montagem                    | Yorgos Mavropsaridis          | Indicado  |
| 2019 | BAFTA                                      | Melhor Maquiagem e Cabelo          | Nadia Stacey                  | Venceu    |
| 2019 | Screen Actors Guild Awards                 | Melhor Atriz                       | Olivia Colman                 | Indicado  |
| 2019 | Screen Actors Guild Awards                 | Melhor Atriz Coadjuvante           | Emma Stone                    | Indicado  |
| 2019 | Screen Actors Guild Awards                 | Melhor Atriz Coadjuvante           | Rachel Weisz                  | Indicado  |
| 2018 | Festival Internacional de Cinema de Veneza | Leão de Ouro                       | Yorgos Lanthimos              | Indicado  |
| 2018 | Festival Internacional de Cinema de Veneza | Queer Lion                         | Yorgos Lanthimos              | Indicado  |
| 2018 | Festival Internacional de Cinema de Veneza | Prêmio Especial do Júri            | A Favorita                    | Venceu    |
| 2018 | Festival Internacional de Cinema de Veneza | Volpi Cup de Melhor Atriz          | Olivia Colman                 | Venceu    |